# Котово (база відпочинку)
Котово (рос. Котово) — населений пункт в Бологовському районі Тверської області Російської Федерації.
Населення становить 0 осіб. Входить до складу муніципального утворення Гузятинське сільське поселення.

## Історія
Від 2005 року входить до складу муніципального утворення Гузятинське сільське поселення.

## Населення
| 2010 |
| ---- |
| 0    |